# Viaduc de Pontchaillou
Cet article fait partie d'un « bon thème » labellisé en 2025.
Le viaduc de Pontchaillou ou viaduc Nord est un ouvrage d'art ferroviaire de type pont à poutres situé dans le département français d'Ille-et-Vilaine en région Bretagne. Il franchit la voirie communale située dans l'enceinte de l'hôpital de Pontchaillou. Mis en service le 15 mars 2002, le viaduc est emprunté par les rames de la ligne A du métro de Rennes.
La longueur totale de l'ouvrage est de 750 m. Dessiné par Norman Foster il est constitué de deux tabliers en béton reposant sur des piles en acier, comme pour son jumeau le viaduc de la Poterie. Il a la particularité de compter une station de métro, Pontchaillou. Dans les plans initiaux de la ligne A, il devait mesurer près de 2 km de long.

## Situation
Le viaduc, parfois dénommé viaduc Nord se situe entre les stations Villejean - Université et Anatole France de la ligne A. En raison de sa longueur, une station aérienne est située sur l'ouvrage, Pontchaillou.
Le viaduc ne franchit que des rues et des avenues en suivant successivement d'ouest en est l'avenue de la bataille Flandres-Dunkerque, survole le parking P1 puis la rue de l'Abbé-Huet. Aux extrémités du viaduc, la ligne plonge sous terre via des trémies, l'une côté ouest à Villejean qui débouche juste avant la station au niveau de la bibliothèque universitaire du campus de Villejean et l'autre côté est à Anatole France au niveau du parking P5 juste avant de passer sous la ligne de Rennes à Saint-Malo - Saint-Servan.

## Caractéristiques techniques
Le viaduc, d'une longueur de 750 mètres est composé de deux tabliers en béton précontraint formant un ouvrage large de 6,30 m, soutenu par dix-huit piles métalliques en forme de « V » ou de « Papillons » dont celle soutenant la station, jumelles de celles du viaduc de la Poterie du même architecte sur lesquelles le tablier s'appuie via quatre points d'ancrage ; la station de métro Pontchaillou, qui est l'œuvre de Joël Yves Gautier, vient englober l'ouvrage mais reste distincte structurellement,,. 
La portée est de 40 mètres,. Le tablier est situé à 4,30 à 4,40 mètres au dessus du sol.

## Histoire

### Un ouvrage remanié et contesté

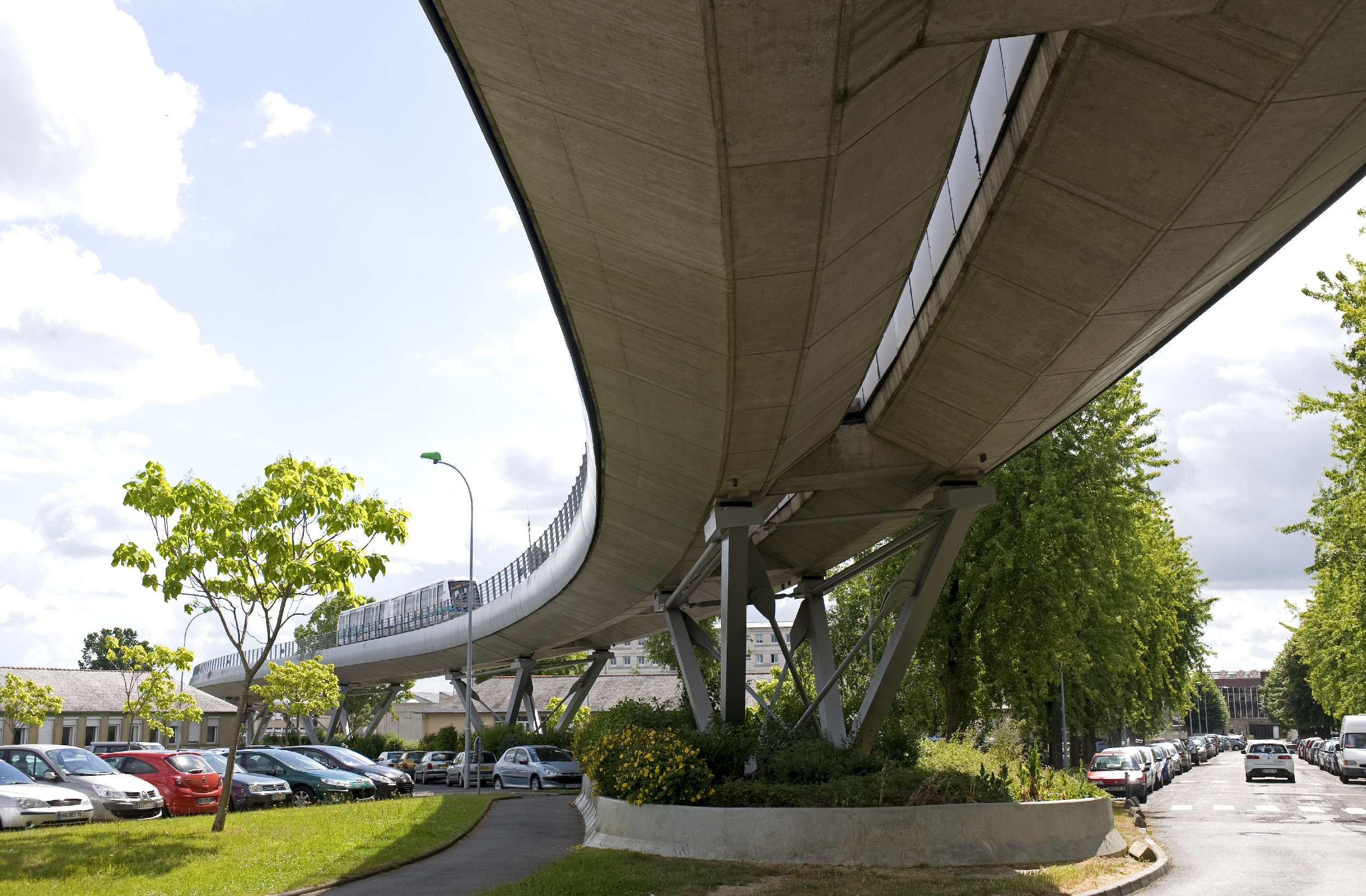
Vue rapprochée d'une pile et du tablier.

Dans les plans initiaux, cet ouvrage aurait dû mesurer près de 2 km en passant au dessus des prairies Saint-Martin, de la ligne de Rennes à Saint-Malo - Saint-Servan, l'hôpital de Pontchaillou, le cours puis la dalle Kennedy et traverser une barre d'immeuble pour s'achever au delà de la rocade sur le parc dit de la « plaine d'aventures » où devait se situer le garage-atelier,,. 
Si le franchissement aérien des prairies Saint-Martin et de la ligne de Rennes à Saint-Malo - Saint-Servan est vite abandonné, ce sont les oppositions des riverains du quartier Kennedy qui poussent le SITCAR en mai 1990, confirmé par le vote du 7 juin suivant à réduire l'ouvrage à sa seule section traversant l'hôpital et à supprimer la section jusqu'à la plaine d'aventures et par conséquent à relocaliser le garage-atelier à Chantepie,,,.
La traversée en surface côté nord est maintenue sur le site hospitalier de Pontchaillou malgré l'opposition de la commission médicale et d'une partie du conseil d'administration, craignant les nuisances sonores et visuelles. Il faut attendre le 20 décembre 1995 pour régler ce sujet, lors du conseil d'administration de l'hôpital : après un vote à égalité (8 voix pour et autant de contre), le président tranche en faveur du tracé aérien.

### Construction
L'ouvrage a été construit en même temps que la ligne A du métro de Rennes : le chantier commence par l'assemblage sur site des piles ou « béquilles » dont les premières sont posées en août 1998,. Le tablier est ensuite construit en plusieurs sections par coulage de béton dans un coffrage en bois.
Le coût total de l'ouvrage est inconnu, il s'inscrit dans un budget de génie civil estimé de 221 millions d'euros pour l'ensemble de la ligne A, selon les estimations de janvier 1995,.

### Acteurs du chantier
La maitrise d'ouvrage est assurée par la SEMTCAR par délégation de Rennes Métropole et la maitrise d'œuvre par Systra, Ingérop et EEG-Simecsol.
Il est dessiné par Norman Foster et construit par Sogea Bretagne, Sogea SA - Campenon-Bernard Ouest,.